# Avicularia ochracea
Avicularia ochracea är en spindelart som först beskrevs av Perty 1833.  Avicularia ochracea ingår i släktet Avicularia och familjen fågelspindlar. Inga underarter finns listade.